# Buckingham County
Buckingham County ist ein County im Bundesstaat Virginia der Vereinigten Staaten. Bei der Volkszählung im Jahr 2020 hatte das County 16.824 Einwohner und eine Bevölkerungsdichte von 11,2 Einwohner pro Quadratkilometer. Der Verwaltungssitz (County Seat) ist Buckingham.

## Geographie
Buckingham County liegt nahe dem geographischen Zentrum von Virginia und hat eine Fläche von 1511 Quadratkilometern, wovon sieben Quadratkilometer Wasserfläche sind. Es grenzt im Uhrzeigersinn an folgende Countys: Fluvanna County, Cumberland County, Prince Edward County, Appomattox County, Nelson County und Albemarle County.

## Geschichte
Gebildet wurde es 1761 als  aus Teilen des Albemarle County und des Appomattox County.

## Demografische Daten
Nach der Volkszählung im Jahr 2000 lebten im Buckingham County 15.623 Menschen in 5.324 Haushalten und 3.758 Familien. Die Bevölkerungsdichte betrug 10 Einwohner pro Quadratkilometer. Ethnisch betrachtet setzte sich die Bevölkerung zusammen aus 59,11 Prozent Weißen, 39,06 Prozent Afroamerikanern, 0,20 Prozent amerikanischen Ureinwohnern, 0,17 Prozent Asiaten, 0,01 Prozent Bewohnern aus dem pazifischen Inselraum und 0,36 Prozent aus anderen ethnischen Gruppen; 1,08 Prozent stammten von zwei oder mehr Ethnien ab. 0,81 Prozent der Bevölkerung waren spanischer oder lateinamerikanischer Abstammung.

Alterspyramide des Buckingham County

Von den 5.324 Haushalten hatten 30,4 Prozent Kinder und Jugendliche unter 18 Jahre, die bei ihnen lebten. 51,1 Prozent waren verheiratete, zusammenlebende Paare, 14,2 Prozent waren allein erziehende Mütter, 29,4 Prozent waren keine Familien, 25,1 Prozent waren Singlehaushalte und in 11,4 Prozent lebten Menschen im Alter von 65 Jahren oder darüber. Die Durchschnittshaushaltsgröße betrug 2,52 und die durchschnittliche Familiengröße lag bei 2,99 Personen.
Auf das gesamte County bezogen setzte sich die Bevölkerung zusammen aus 22,4 Prozent Einwohnern unter 18 Jahren, 7,5 Prozent zwischen 18 und 24 Jahren, 31,9 Prozent zwischen 25 und 44 Jahren, 24,6 Prozent zwischen 45 und 64 Jahren und 13,6 Prozent waren 65 Jahre alt oder darüber. Das Durchschnittsalter betrug 38 Jahre. Auf 100 weibliche Personen kamen 121,6 männliche Personen. Auf 100 Frauen im Alter von 18 Jahren oder darüber kamen statistisch 126,5 Männer.

Das jährliche Durchschnittseinkommen eines Haushalts betrug 29.882 USD, das Durchschnittseinkommen der Familien betrug 37.465 USD. Männer hatten ein Durchschnittseinkommen von 26.302 USD, Frauen 20.491 USD. Das Prokopfeinkommen betrug 13.669 USD. 16,0 Prozent der Familien und 20,0 Prozent der Bevölkerung lebten unterhalb der Armutsgrenze. Davon waren 26,0 Prozent Kinder oder Jugendliche unter 18 Jahre und 19,3 Prozent waren Menschen über 65 Jahre.

## Gemeindegliederung
(Einwohner nach dem United States Census 2010)
| Towns 1. Dillwyn (447)                                                                   | Towns 1. Dillwyn (447)                                                                                                | Census-designated places (CDP) 1. Buckingham (133) 2. Yogaville (226)                          | Census-designated places (CDP) 1. Buckingham (133) 2. Yogaville (226)                         | |                                              |
| Unincorporated Communities                                                               | |                                                                                                |                                                                                               | |                                              |
| - Alcoma - Allenslevel - Alpha - Andersonville - Areanum - Arvonia - Axtell - Bridgeport | - Camm - Campbell Corner - Centenary - Chestnut Grove - Curdsville - Dentons Corner - Eldridge Corner - Eldridge Mill | - Enonville - Gilliamsville - Glenmore - Gold Hill - Gravel Hill - Katrine - Lawford - LeSueur | - Manteo - Mt. Rush - Mount Vinco - New Canton - Nuckols - Penlan - Pleasant Valley - Ransons | - Rosney - Saint Joy - Sheppards - Slate Hill - Sliders - Smith Store - Sprouses Corner - Sunny Side 1 | - Taggart - Toga - Union Hill - Woods Corner |